# Grecești, Dolj
Grecești este satul de reședință al comunei cu același nume din județul Dolj, Oltenia, România.